# Ludwig (Schiff, 1869)
Die Ludwig, ab 1919 Kempten, war ein Dampfschiff der Königlich Bayerischen Staatseisenbahnen (KBayStsB) mit Heimathafen Lindau. Sie wurde als Glattdeckschiff 1869 in Dienst gestellt.

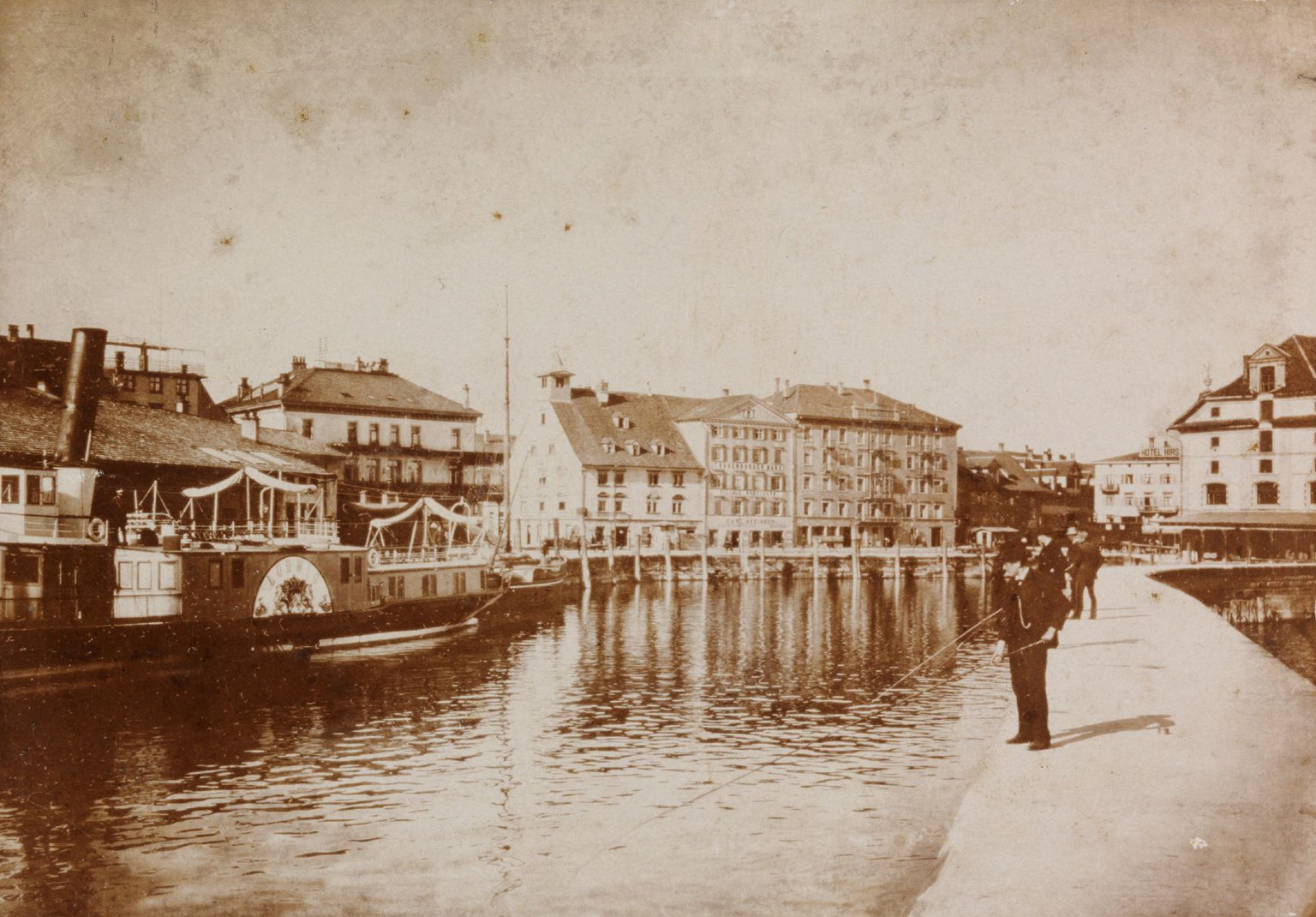
Die Ludwig bereits als Halbsalondampfer in den 1890er Jahren in Rorschach

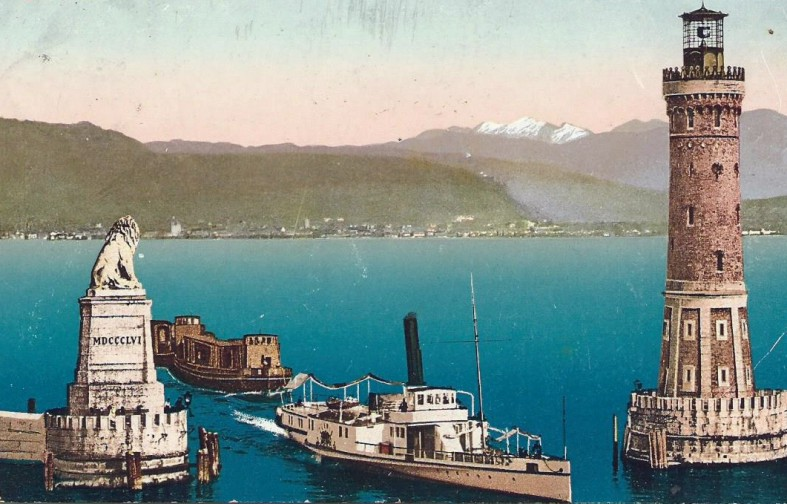
SD Ludwig kurz vor dem Ersten Weltkrieg in Lindau

Die Ludwig war das erste Dampfschiff, das von den Bayerischen Staatseisenbahnen in Dienst gestellt wurde. Benannt war sie nach dem König Ludwig II. (Bayern). Der relativ große Glattdeckdampfer wurde 1889 in einen Halbsalondampfer umgebaut und war nach der Wittelsbach der zweite Salondampfer der KBayStsB auf dem Bodensee.
1915 sollte die Ludwig durch einen Neubau ersetzt werden, was aber kriegsbedingt nicht geschah. Nach dem Ende des Ersten Weltkrieges wurde sie umbenannt in Kempten – nach der Stadt im Allgäu. Die Deutsche Reichsbahn setzte sie jedoch nicht mehr ein. Bis zu ihrem Abbruch 1921 lag sie an der Lindauer Löwenmole.